# Леки крайцери тип „Де Грас“
Де Грас (на френски: De Grasse) са серия леки крайцери на ВМС на Франция планирани за построяване в навечерието на Втората световна война. Всичко от проекта за флота са планирани 3 единици: „Де Грас“ (на френски: De Grasse), „Шаторено“ (на френски: Chateaurenault) и „Гишен“ (на френски: Guichen). Проектът трябва да бъде последващо развитие на крайцерите от типа „Ла Галисионер“. Фактически, до началото на войната успяват да заложат само главния крайцер на проекта – „Де Грас“. Неговото строителство е прекратено след капитулацията на Франция. След края на войната „Де Грас“ се достройва по съвършено нов проект и влиза в строй през 1956 г. като крайцер ПВО.

## Разработка на проекта
Разработката на проекта „Де Грас“ започва през 1937 г., в съответствие с поредната корабостроителна програма. За основа са взети чертежите на леките крайцери от типа „Ла Галисионер“, смятани за много успешни кораби. От предшестващия тип „Де Грас“ трябва да се различава по по-удължения си полубак, различна компоновка на машинните отделения и много по-развитата надстройка. Силовата установка си остава двувална, но нейната мощност нараства до 110 000 к.с., което трябва да обезпечи максимална скорост от 35 възела и максимална продължителна скорост от 33 възела. При това всички димоходи са изведени в един комин. Авиационният хангар е пренесен от кърмата в средата на кораба, там се намират и катапултите. Бронирането, като цяло, трябва да повтаря типа „Ла Галисионер“.
Главният калибър трябва да остава същият като при „Ла Галисионерите“, но системата за управление на огъня да бъде нова, разработена на базата на апаратурата, използвана при линкорите от типа „Ришельо“. Броят на сдвоените 90 mm установки се съкращава до три, но благодарение на новото им местоположение, броя стволове, способни да водят огън по един борд остава същият. Усилва се леката зенитна артилерия за сметка използването на най-новите към този момент 37 mm зенитни автомати M1935.

## Построяване
Поръчкат за строителството на главния кораб на серията е дадена на 18 октомври 1938 г. Залагането на „Де Грас“ в корабостроителницата на арсенала на Лориан е на 28 август 1939 г. С началото на пълномащабните бойни действия във Втората световна война, всички работи са спрени. През юни 1940 г. недостроеният корпус на крайцера е взет от немските войски. През август 1942 г. корабостроителното управление на Кригсмарине предлага да се дострои „Де Грас“ като самолетоносач.
Проектът за преустройството е утвърден през януари 1943 г., макар още по-рано, през ноември 1942 г., при изучаване състоянието на кораба, да са изказани големи съмнения за осъществимостта на тази идея. Турбините и котлите на крайцера още не са поставени на борда и се намират в цеховете, много от спомагателното оборудване отсъства. Състоянието на кораба и неговите механизми е неудовлетворително. Френските стандарти в корабостроенето съществено се отличават от немските, особено в плана компоновка на водонепроницаемите отсеци. През февруари 1943 г. е решено да се откажат от реализацията на проекта.
Проектът за самолетоносач на базата на „Де Грас“ предпола създаването на кораб със стандартна водоизместимост от 9900 тона, пълна – 11 400 тона. Въоръжение трябва да станат шест сдвоени 105 mm зенитни оръдия, шест сдвоени 37 mm оръдия и шест четирицевни 20 mm оръдия. Състава на авиокрилото се планира от 23 машини: 11 изтребителя и 12 бомбардировача-торпедоносци. Скоростта трябва да достига 32 възела.
Към строителството на „Де Грас“ французите се връщат след края на Втората световна война. На 11 септември 1946 г. крайцерът е спуснат на вода. Но скоро дострояването е спряно и решават радикално да се преработи проекта. Корабът влязъл в строй през 1956 г. е толкова различен от първоначалния, че вече има само далечно отношение към типа на леките крайцери. Двата други крайцера, „Шаторено“ и „Гишен“, са планирани по програмите от 1938 г. за частните корабостроителници в Ла Сен и Бордо, нопоръчките така и не са дадени.